# Riachão
Riachão là một đô thị thuộc bang Maranhão, Brasil. Đô thị này có diện tích 6373,153 km², dân số năm 2007 là 20869 người, mật độ 3,27 người/km².